# Armée des côtes de l'Océan
L'armée des côtes de l'Océan est une armée de la Révolution française et du Premier Empire constituée dans l'Ouest de la France pour faire face au Royaume-Uni.

## Historique
Elle est créée pour la première fois en 1795 par le Directoire, pour lutter contre les Chouans et les Vendéens, elle fusionne l'Armée de l'Ouest, l'Armée des côtes de Brest et l'Armée des côtes de Cherbourg et est placée sous les ordres du général Lazare Hoche. Elle devient l'Armée d'Angleterre en 1797.
Future « Grande Armée », l'Armée des côtes de l'Océan est reconstituée le 2 décembre 1803 à Boulogne-sur-Mer par Napoléon Bonaparte dans l’objectif d'un débarquement en Angleterre à la suite de la rupture de la paix d'Amiens le 18 mai 1803.
Il réunit dans trois grands camps — Bruges (Gand), Saint-Omer (Camp de Boulogne, Outreau, Wimille, Wimereux, Ambleteuse), Camp de Montreuil (Étaples) — une armée formidable qu’il entraîne pendant deux ans. Il construit des forts, creuse des ports et modifie l’économie de la région par la présence d’une armée nombreuse. L’échec de sa tentative de réunion de la flotte de Haut bord dans la Manche condamne son projet sur l’Angleterre. L'armée comptait 200 000 hommes. Un plan de traversée de la Manche avait été médité par les commandants successifs de la flottille afin de débarquer en Angleterre.
Le 29 août 1805, l'armée des côtes de l’Océan devient la Grande Armée pour entreprendre la campagne d'Allemagne de 1805 à la suite de la formation de la Troisième Coalition.